# Elecciones municipales de 2023 en Santa Coloma de Gramanet
Las elecciones municipales de 2023 se celebraron en Santa Coloma de Gramanet el domingo 28 de mayo, de acuerdo con el Real Decreto de convocatoria de elecciones locales en España dispuesto el 3 de abril de 2023 y publicado en el Boletín Oficial del Estado el día 4 de abril. Se eligieron los 27 concejales del pleno del Ayuntamiento de Santa Coloma de Gramanet, a través de un sistema proporcional (método d'Hondt), con listas cerradas y un umbral electoral del 5%.

## Composición del pleno municipal
| Grupos municipales | Grupos municipales                                                     | Concejales |
| ------------------ | ---------------------------------------------------------------------- | ---------- |
|                    | Partit dels Socialistes de Catalunya - Candidatura de Progrés (PSC-CP) | 17         |
|                    | Ciutadans - Partido de la Ciudadanía (Cs)                              | 4          |
|                    | Esquerra Republicana de Catalunya - Acord Municipal (ERC-AM)           | 3          |
|                    | Santa Coloma En Comú Podem - En Comú Guanyem (ECP-SCG-ECG)             | 2          |
|                    | No adscrita                                                            | 1          |

## Candidaturas
| Candidatura | Candidatura                                                                                | Integrantes | Cabeza de lista            |
| ----------- | ------------------------------------------------------------------------------------------ | --- | -------------------------- |
|             | Partit dels Socialistes de Catalunya - Candidatura de Progrés (PSC-CP)                     | Lista Partido de los Socialistas de Cataluña (PSC)                                                                          | Núria Parlon Gil           |
|             | Ciutadans - Partido de la Ciudadanía (CS)                                                  | Lista Ciudadanos-Partido de la Ciudadanía (CS)                                                                              | Dimas Gragera Velaz        |
|             | Santa Coloma En Comú Podem - Confluència (SCG-ECP-C)                                       | Lista Catalunya en Comú (CatComú) Podem Catalunya (Podem)                                                                   | Antonio Molina Juanes      |
|             | Esquerra Republicana de Catalunya - Acord Municipal (ERC-AM)                               | Lista Esquerra Republicana de Catalunya (ERC)                                                                               | Gabriel Rufián Romero      |
|             | Candidatura d'Unitat Popular - Gent de Gramenet - Alternativa Municipalista (CUP-GG-AMUNT) | Lista Candidatura d'Unitat Popular (CUP)                                                                                    | Aitor Blanc Aranjuelo      |
|             | Partido Popular / Partit Popular (PP)                                                      | Lista Partido Popular de Cataluña (PP)                                                                                      | Miguel Jurado Tejada       |
|             | Junts per Santa Coloma de Gramenet - Compromis Municipal (CM)                              | Lista Junts per Catalunya (Junts)                                                                                           | Gemma López i Meya         |
|             | Vox (Vox)                                                                                  | Lista Vox (Vox) | Juan Carlos Segura Just    |
|             | Partit Comunista del Poble de Catalunya (PCPC)                                             | Lista Partit Comunista del Poble de Catalunya (PCPC)                                                                        | Ramon Vidal Miras          |
|             | Convergents per Santa Coloma - Ara Pacte Local (ARA PL)                                    | Lista Convergents (CNV) Partido Demócrata Europeo Catalán (PDeCAT) Centrem (Centrem) Partit Nacionalista de Catalunya (PNC) | Julia Rojas López          |
|             | Valents (Valents)                                                                          | Lista Valents (Valents) | Cristino García Gallego    |
|             | Unidas Sí Se Puede - Santa Coloma de Gramenet (USSP-SCG)                                   | Lista Podem Catalunya (Podem) Esquerra Unida Catalunya (EUCat) Més País Catalunya (MP)                                      | José Luis Lozano Caballero |
|             | Partit Animalista amb el Medi Ambient (PACMA)                                              | Lista Partido Animalista Con el Medio Ambiente (PACMA)                                                                      | Gonzalo Blanca Bonilla     |

## Resultados
| Candidatura     | Candidatura                                                                                | Votos  | %                                    | Concejales                           |  |
| --------------- | ------------------------------------------------------------------------------------------ | ------ | ------------------------------------ | ------------------------------------ |  |
|                 | Partit dels Socialistes de Catalunya - Candidatura de Progrés (PSC-CP)                     | 20.250 | 51,34%                               | 17/27                                |  |
|                 | Esquerra Republicana de Catalunya - Acord Municipal (ERC-AM)                               | 5.880  | 14,90%                               | 4/27                                 |  |
|                 | Ciutadans - Partido de la Ciudadanía (CS)                                                  | 2.997  | 7,59%                                | 2/27                                 |  |
|                 | Partido Popular / Partit Popular (PP)                                                      | 2.661  | 6,74%                                | 2/27                                 |  |
|                 | Vox (VOX)                                                                                  | 2.612  | 6,62%                                | 2/27                                 |  |
|                 |                                                                                            |        |                                      |                                      |  |
|                 | Santa Coloma En Comú Podem - Confluència (SCG-ECP-C)                                       | 1.910  | 4,84%                                | 0/27                                 |  |
|                 | Candidatura d'Unitat Popular - Gent de Gramenet - Alternativa Municipalista (CUP-GG-AMUNT) | 1.030  | 2,61%                                | 0/27                                 |  |
|                 | Partit Animalista amb el Media Ambient (PACMA)                                             | 603    | 1,52%                                | 0/27                                 |  |
|                 | Junts per Santa Coloma de Gramenet - Compromis Municipal (CM)                              | 500    | 1,26%                                | 0/27                                 |  |
|                 | Unidas Sí Se Puede - Santa Coloma de Gramenet (USSP-SCG)                                   | 309    | 0,78%                                | 0/27                                 |  |
|                 | Partit Comunista del Poble de Catalunya (PCPC)                                             | 135    | 0,34%                                | 0/27                                 |  |
|                 | Valents (Valents)                                                                          | 95     | 0,24%                                | 0/27                                 |  |
|                 | Convergents per Santa Coloma - Ara Pacte Local (ARA PL)                                    | 50     | 0,12%                                | 0/27                                 |  |
| Votos en blanco | Votos en blanco                                                                            | 403    | 1,03%                                | n/a                                  |  |
| Votos válidos   | Votos válidos                                                                              | 39.339 | 100%                                 | 27                                   |  |
| Votos nulos     | Votos nulos                                                                                | 417    | Participación:\| \| 51,69 % \| 6,21% | Participación:\| \| 51,69 % \| 6,21% |  |
| Votantes        | Votantes                                                                                   | 39.756 | Participación:\| \| 51,69 % \| 6,21% | Participación:\| \| 51,69 % \| 6,21% |  |
| Electores       | Electores                                                                                  | 76.911 | Participación:\| \| 51,69 % \| 6,21% | Participación:\| \| 51,69 % \| 6,21% |  |
|                 | 51,69 %                                                                                    |        |                                      |                                      |  |

## Investidura
| Candidatura | Candidatura             | Votos |
|             | Núria Parlon Gil        | 17/27 |
|             | Gabriel Rufián Romero   | 4/27  |
|             | Miguel Jurado Tejada    | 2/27  |
|             | Juan Carlos Segura Just | 2/27  |
|             | En blanco               | 2/27  |
|             | Resultado               | Sí    |